# Canton d'Eybens
Le canton d'Eybens est une ancienne division administrative française située dans le département de l'Isère et la région Rhône-Alpes.

## Géographie
Ce canton, créé en 1985, était organisé autour d'Eybens dans l'arrondissement de Grenoble. Son altitude variait de 205 m (Gières) à 935 m (Herbeys) pour une altitude moyenne de 365 m.

## Histoire
Le canton d'Eybens a été créé par le décret du 24 janvier 1985 à la suite du démantèlement des anciens cantons d'Échirolles et de Saint-Martin-d'Hères.
Le 23 novembre 2013, la nouvelle carte cantonale de l'Isère a été présentée par le préfet Richard Samuel et votée par l'Assemblée départementale de l'Isère. Le Conseil d'État publie le décret n°2014-180, le 18 février 2014, validant le redécoupage cantonal du département. Le canton d'Eybens est partagé entre le canton d'Échirolles, le canton du Pont-de-Claix et le canton de Saint-Martin-d'Hères.

## Représentation
| Période | Période | Identité        | Étiquette | Qualité |
| ------- | ------- | --------------- | --------- | --- |
| 1985    | 1988    | Charly Guibbaud | PS        | Directeur du service inter-universitaire Maire de Gières (1977-1997) |
| 1988    | 2015    | Marc Baietto    | PS        | Professeur de philosophie Maire d'Eybens (1983-2014) Premier vice-président du Conseil général Président de la Communauté d'agglomération Grenoble-Alpes Métropole (2010-2014) |

## Composition
Le canton d'Eybens regroupait cinq communes et comptait 19 523 habitants (recensement de 1999 sans doubles comptes).
| Nom                | Code Insee | Intercommunalité         | Superficie (km2) | Population (dernière pop. légale) | Densité (hab./km2) |
| ------------------ | ---------- | ------------------------ | ---------------- | --------------------------------- | ------------------ |
| Eybens (chef-lieu) | 38158      | Grenoble-Alpes Métropole | 4,50             | 10 153 (2014)                     | 2 256              |
| Gières             | 38179      | Grenoble-Alpes Métropole | 6,93             | 6 206 (2014)                      | 896                |
| Herbeys            | 38188      | Grenoble-Alpes Métropole | 7,73             | 1 358 (2014)                      | 176                |
| Poisat             | 38309      | Grenoble-Alpes Métropole | 2,56             | 2 174 (2014)                      | 849                |
| Venon              | 38533      | Grenoble-Alpes Métropole | 4,34             | 724 (2014)                        | 167                |

## Démographie
| 1990   | 1999   | 2006   | 2011   | 2012   |
| ------ | ------ | ------ | ------ | ------ |
| 16 162 | 19 523 | 19 582 | 20 082 | 20 333 |